# ТПД-К1
ТПД-К1 — советский танковый прицел-дальномер, разработанный для использования в составе штатного прицельного комплекса 1А40 на отечественных боевых машинах Т-64, Т-72, Т-80 и на их зарубежных аналогах (например — PT-91). Основным назначением прицела является обзор поля боя, обнаружение подходящих объектов для поражения, как неподвижных, так и движущихся, оценка расстояния до них и ведение эффективного огня из танкового артиллерийского орудия и спаренного с ним пулемёта в движении и с места.
Промышленный выпуск прибора осуществляется Красногорским заводом имени С. А. Зверева.

## Общее описание
Прицел-дальномер ТПД-К1 представляет из себя оптико-электронный гироскопический прибор, состоящий из оптического прицела с независимой стабилизацией поля наблюдения в вертикальной плоскости и лазерного дальномера. В горизонтальной плоскости поле зрения стабилизируется вместе с танковой башней. Крепление прибора осуществляется слева от пушки с помощью двух цапф в амортизирующем кронштейне передней подвески на башенном погоне, а задней подвеской — к башенной крыше. Углы наклона передаются от пушки к прицелу через параллелограммный механизм, расположенный на люльке.
Технические возможности прицела позволяют осуществлять целеуказание, подготовку исходных данных для стрельбы, вводить поправки на отклонение условий стрельбы от табличных (нормальных), оценивать результаты огня и вводить корректуры для дневных условий. Возможно функционирование прибора в следующих режимах:
- режим «автомат» со стабилизированной наводкой танковой пушки в вертикальной и горизонтальной плоскостях,
- режим стабилизированного наблюдения в вертикальной плоскости с полуавтоматической наводкой в горизонтальной при помощи сервоприводов танковой башни,
- режим «полуавтомат» с ручным наведением в вертикальной плоскости и полуавтоматической наводкой в горизонтальной,
- режим ручного наведения в обеих плоскостях при неработающем гиростабилизаторе прицела и отключенных механизмах стабилизации/наводки артиллерийского орудия и танковой башни.

## Основные характеристики

Советский танковый прицельный комплекс 1А40.
1. — прицел-дальномер ТПД-К1,
2. — блок индикации

Прибор обладает высокими тактико-техническими характеристиками.
| Параметр                                          | Значение       |
| ------------------------------------------------- | -------------- |
| Диапазон измеряемой дальности                     | 300—5000 м     |
| Дальность эффективной стрельбы по движущейся цели | 1800 м         |
| Ширина поля зрения                                | 9°             |
| Кратность увеличения                              | ×8             |
| Время готовности к работе                         | не более 2 мин |
| Время готовности дальномера к измерению дальности | не более 1 мин |
| Габаритные размеры                                | 705×300×500 мм |
| Полная масса                                      | 66 кг          |